# .gn
.gn je internetová národní doména nejvyššího řádu pro Guineu.

## Domény 2. řádu
Jména jsou registrována podle účelu:
- .com.gn: Komerční užití
- .ac.gn: Akademické užití
- .gov.gn: Parlament
- .org.gn: Neziskové organizace
- .net.gn: Firmy působící na poli počítačových sítí